# Йоганнес Піч
Йоганнес Піч (нім. Johannes Pietsch, нар. 29 квітня 2001 року), відомий під псевдонімом JJ, — австрійський співак й автор пісень філіппінського походження. Переможець Пісенного конкурсу Євробачення 2025 від Австрії з піснею «Wasted Love».

## Біографія
Йоганнес Піч народився 29 квітня 2001 року у Відні. Батько співака — австрійський ІТ-спеціаліст, а мати — філіппінка тагальського походження, що працює кухаркою. Має братів і сестер; відомо, що одна зі сестер є старшою.
Піч провів більшу частину свого дитинства в Дубаї, проте щоліта відвідував Австрію. В ОАЕ навчався в міжнародній школі. За словами співака, саме Дубаї надихнули його стати музикантом: «У мене багато гарних спогадів про дитинство в Дубаї», — згодом згадував Піч, — «саме в Дубаї я відкрив для себе любов до музики, особливо до класичної». Там кожні вихідні родина Пічів влаштовувала вдома караоке-вечірки з друзями та родичами. Саме таким чином у 6 років Йоганнес вивчив першу пісню — нею стала «Because of You» співачки Келлі Кларксон. Наступного дня батько познайомив його зі симфоніями Бетховена, а також із Бахом і Моцартом, — саме з цього почалося захоплення Піча класичною музикою.
2016 року родина Піча повернулася до Відня, де однокласники прозвали співака «JJ», що є скорочення його імені. У дитинстві Йоганнес любив слухати суботні опери на радіо Ö1, а в 11 років з дідусем і бабусею вперше відвідав «Чарівну флейту» Моцарта у Віденській державній опері.
Після статевого дозрівання у співака зберігся високий співочий голос, і він почав самостійно вчитися спочатку імітувати сопрано, а згодом і відтворювати, слухаючи аудіозаписи Марії Каллас та Монсеррат Кабальє. З цього почалося навчання класичному співу. Пізніше Піч вступив до університету та почав вивчати професійну вокальну техніку.

## Кар'єра

### 2020—2024: ранні роки
Після того, як Піч пропустив дедлайн реєстрації на The Voice Germany, 2020 року він брав участь у The Voice UK, учасницею якого, серед інших, була й Брук Скалліон, представниця Ірландії на Євробаченні 2022, проте Йоганнес дійшов до етапу дуетів і вибув перед живими шоу. Його наставником на конкурсі був Will.i.am, учасник The Black Eyed Peas, який був вражений тим, як Піч виконав пісню «The Sound of Music» на сліпих прослуховуваннях. Наступного року JJ був учасником шоу Starmania від ORF, де дійшов до фіналу та познайомився з Теодорою Шпірич, яка згодом стала частиною його команди авторів пісень, а також була представницею Австрії на Євробаченні 2023 з піснею «Who the Hell is Edgar?» разом із Саленою.
Піч виступає у Віденській державній опері та бере участь у численних постановках, серед яких, зокрема, «Чарівна флейта», «Von der Liebe Tod», «Tschick» та багатьох інших класичних робіт. Поза сценою і далі вивчає класичну музику у Віденському приватному університеті музики та мистецтва (MUK), де наставницею співака є Лінда Вотсон.

### 2025: Євробачення та подальша кар'єра

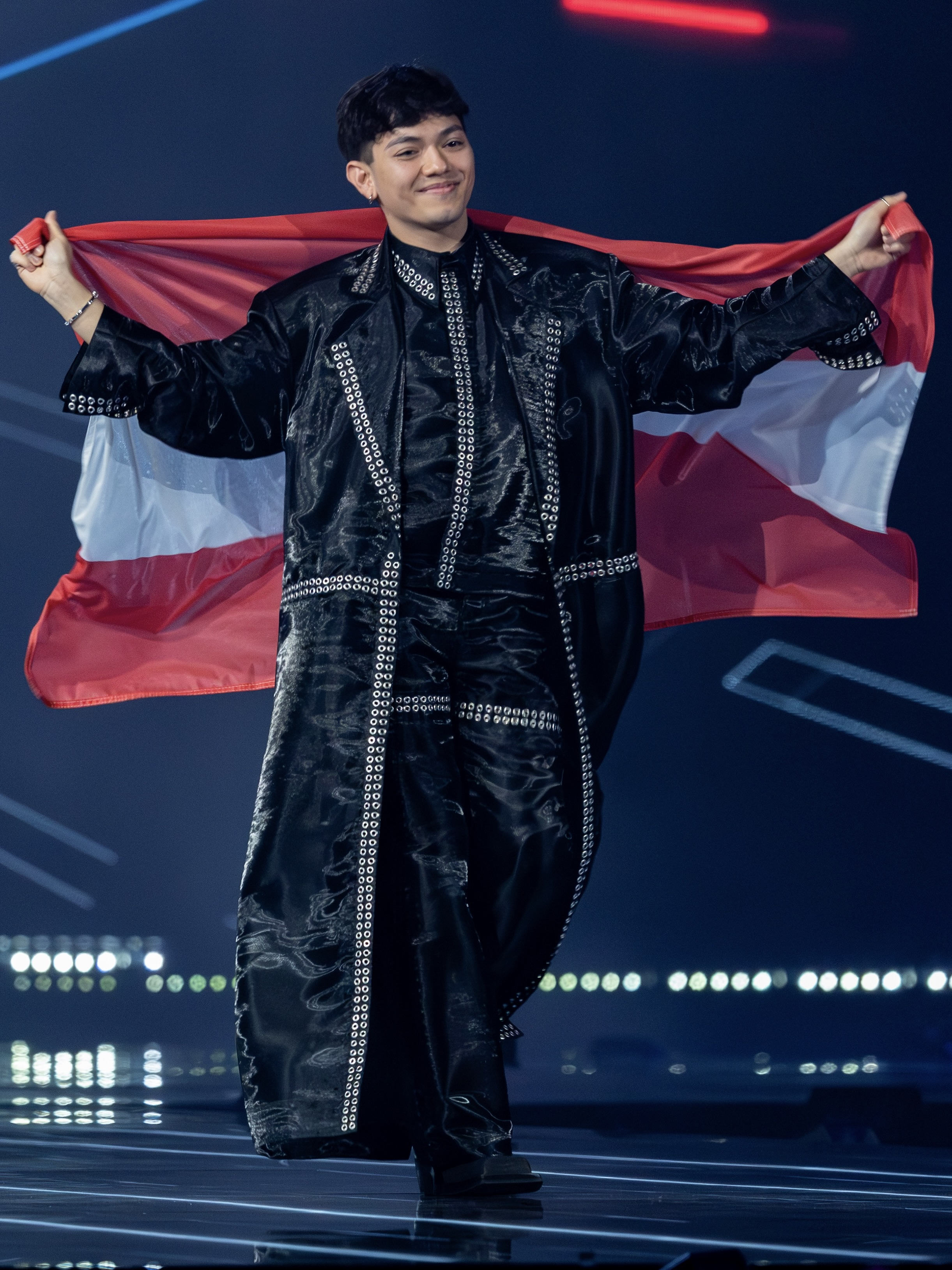
JJ з прапором Австрії на сцені Євробачення 2025

4 лютого 2025 року JJ виступав на майстер-класі старовинної музики Доменіка Скарлатті з концертним виконанням «La Dirindina» у рамках MUK.barock.
30 січня 2025 року стало відомо, що JJ представлятиме Австрію на Пісенному конкурсі Євробачення 2025 з піснею «Wasted Love», у якій поєднана класика з сучасним мистецьким баченням. Пісня стала першим досвідом роботи співака у студії звукозапису. Зміст пісні відображає інтенсивність емоцій нерозділеного кохання. Напередодні конкурсу JJ і Кончита Вурст, переможниця Євробачення 2014 від Австрії, випустили відео, де виступили дуетом, що поєднав переможну пісню Вурст «Rise Like A Phoenix» з піснею JJ. 15 травня 2025 року Піч виступив у другому півфіналі Євробачення і кваліфікувався до фіналу, а 17 травня 2025 року з «Wasted Love» став переможцем конкурсу, що принесло Австрії третю перемогу на Євробаченні за історію її участі. Співак став першим артистом південно-східноазійського походження, який переміг у конкурсі.
Через два дні після перемоги Піч мав зустріч в Австрії з державною секретаркою Елізабет Цегетнер, віцеканцлером і міністром культури Андреасом Баблером, канцлером Крістіаном Штокером, міністеркою закордонних справ Беатою Майнль-Райзінгер і генеральним директором ORF Роландом Вайссманном, які привітали JJ з перемогою. Співака також привітав Президент Австрії Александер Ван дер Беллен.

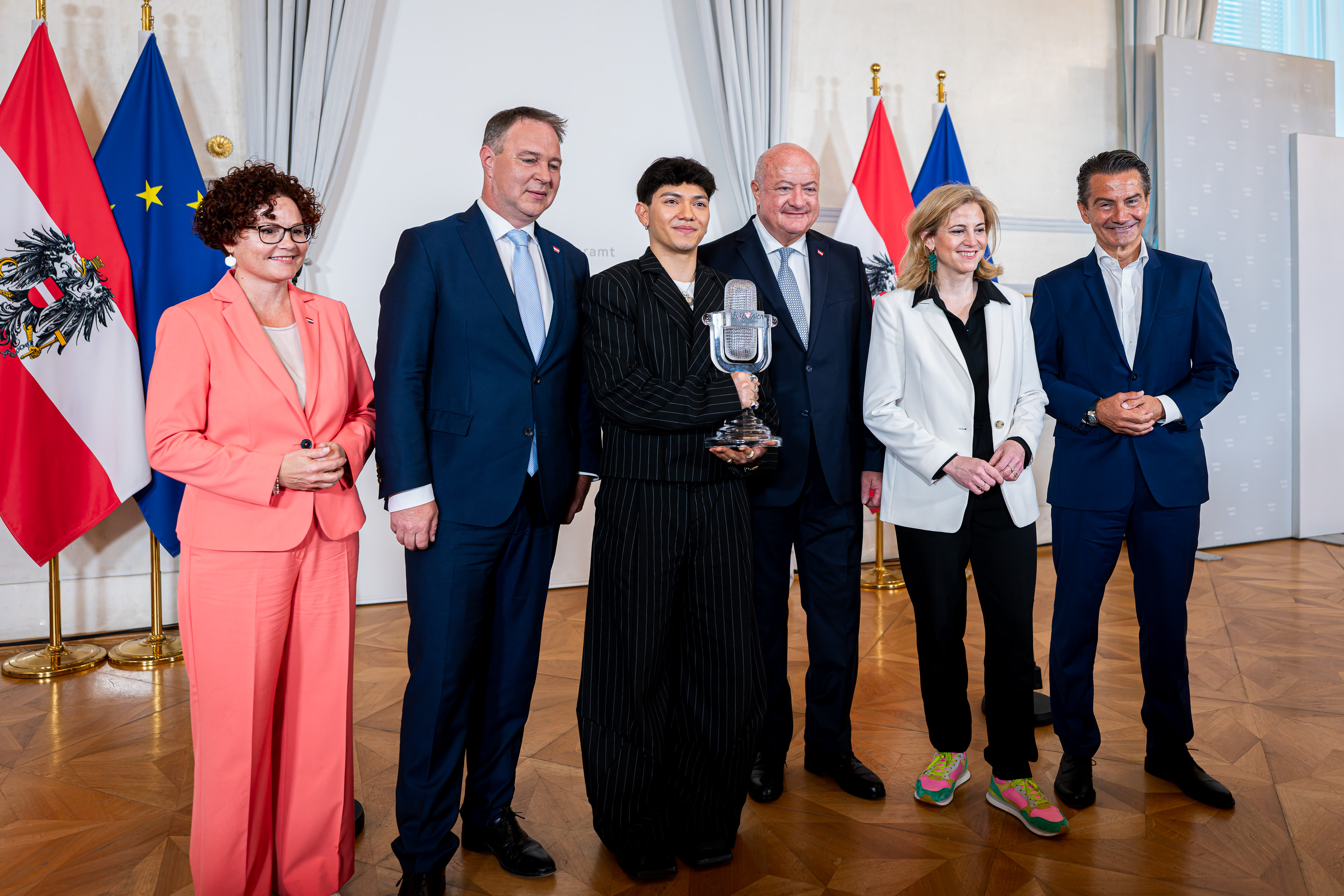
JJ на зустрічі з австрійськими високопосадовцями у

На прес-конференції переможця співак зазначив, що в подальшому в нього вже заплановане написання нових пісень і мініальбом та, можливо, музичний тур. Протягом літа 2025 року мав прес- і промотур Європою з «Wasted Love». Також у червні виступив на Віденському прайді, а у липні — на головній сцені Лондонського.

## Музика і стиль
Творчість співака описують як «поєднання класичних коренів із сучасним мистецьким баченням».
Серед музичних виконавців JJ любить Марію Каллас, Ганну Нетребко, Монсерат Кабальє, а також Вітні Г'юстон, Мераю Кері, Селін Діон, Авріл Лавін. Значне натхнення електронною музикою мав від Charli XCX, особливо від її альбому brat. Під час створення «Wasted Love» співак у частинах пісні в попстилі надихався Мераєю Кері та Аріаною Гранде, тоді як для оперних послідовностей взірцями стали Каллас і Нетребко.
З філіппінського репертуару JJ любить виконувати пісні Регіни Веласкес і Жа Жа Паділли. Співак вважає, що його «унікальне звучання та музичні пристрасті» сформувалися завдяки його родині та поєднанню в ній різних культур.
У жанрі опери Піч із захопленням ставиться до всієї творчості Джакомо Пуччіні, якого вважає одним із найвизначніших композиторів романтичної доби в академічній музиці. Особливо його приваблює трагічність, притаманна кожному твору композитора. Улюблена опера — «Тоска».

## Особисте життя

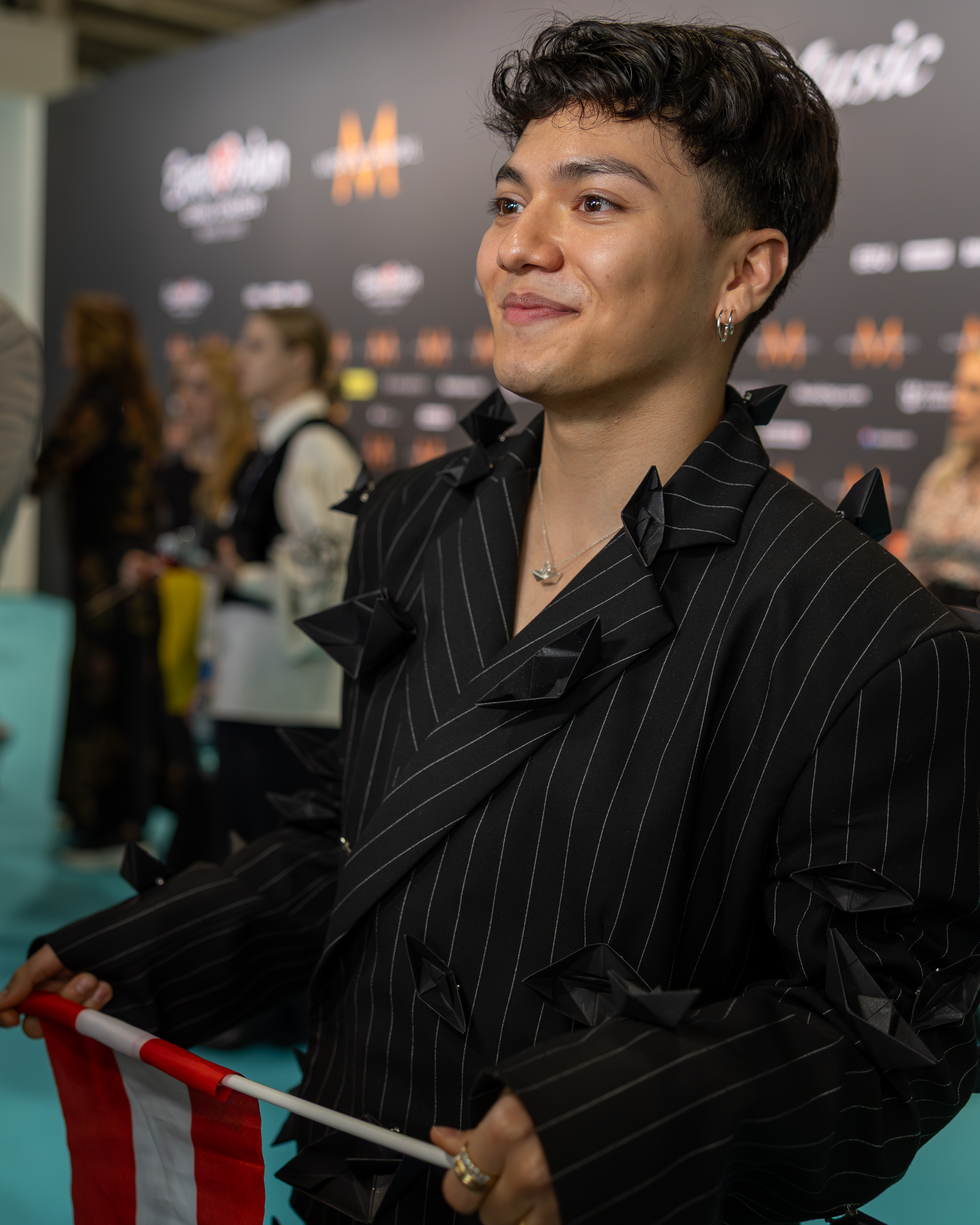
JJ дає інтерв'ю в Базелі, Швейцарія, під час Євробачення 2025

Піч підтримує тісні зв'язки з Філіппінами — він вільно розмовляє тагальською та розповів в інтерв'ю журналу Rolling Stone, що регулярно відвідує країну й намагається робити це якомога частіше. Співак також пишається тим, що став першим напівфіліппінцем, який переміг на Євробаченні. Окрім цього, після перемоги на конкурсі Піч хотів, щоб філіппінський кардинал (Луїс Антоніо Гокім Тагле) виграв Конклав 2025 року за звання Папи Римського.
В інтерв'ю порталу queer.de Піч сказав, що він квір та є «голосом квір-спільноти в Австрії». Після перемоги на Євробаченні розповів, що у нього є хлопець, який мешкає у Відні.
Менше ніж через місяць після перемоги на Євробаченні, JJ розбив кришталевий мікрофон, який є головною нагородою конкурсу, — те ж трапилося і з нагородою Швейцарії, що була розбита Nemo ще на сцені Євробачення 2024 одразу після перемоги.

### Політичні погляди
Після перемоги на Євробаченні співак закликав дискваліфікувати Ізраїль з конкурсу 2026 року. JJ також наголосив, що потрібні зміни в системі голосування конкурсу, аби зробити його більш прозорим.

## Дискографія

### Сингли
- «Wasted Love» (2025)
  - «Wasted Love — CYRIL Remix» (2025)
  - «Wasted Love — Eurovision 2025 — Austria / Karaoke» (2025)

## Нагороди
- Золотий Ратгаусман Відня(інші мови) (2025) — на честь перемоги на Євробаченні 2025 та внеску в музику[30].